# بينوا لاكروا
بينوا لاكروا (بالفرنسية: Benoît Lacroix)‏ (و. 1915 – 2016 م) هو فيلسوف كندي، توفي في كيبك، عن عمر يناهز 101 عاماً، بسبب ذات الرئة.

## جوائز
حصل على جوائز منها:
- نيشان الرتبة الوطنية لكيبيك من رتبة ضابط أكبر (1996)[5]
- Pierre Chauveau Medal [الإنجليزية]‏ (1987)
- الدكتوراه الفخرية من جامعة شيربروك
- ضابط وسام كندا
- زمالة الجمعية الملكية الكندية.